# Грефентал
Грефентал (њем. Gräfenthal) град је у њемачкој савезној држави Тирингија. Једно је од 39 општинских средишта округа Залфелд-Рудолштат. Према процјени из 2010. у граду је живјело 2.535 становника. Посједује регионалну шифру (AGS) 16073028.

## Географски и демографски подаци
Грефентал се налази у савезној држави Тирингија у округу Залфелд-Рудолштат. Град се налази на надморској висини од 400 метара. Површина општине износи 36,4 km². У самом граду је, према процјени из 2010. године, живјело 2.535 становника. Просјечна густина становништва износи 70 становника/km².